# Погодин, Алексей Николаевич
Алексей Николаевич Погодин (род. 23 марта 1964 или 24 марта 1964, Пермь) — советский и российский хоккеист, нападающий. Мастер спорта России. Тренер.

## Биография
Воспитанник пермского «Молота», первый тренер Ю. Б. Овсянников. Выступал за «Молот» / «Молот-Прикамье» (1980/81 — 1983/84, 1986/87 — 1991/92, 1995/96, 1997/98 — 1998/99), СКА Свердловск (1984/85 — 1985/86), «Автомобилист» Екатеринбург (1991/92), «Металлург» Магнитогорск (1993/94 — 1995/96), «Сибирь» (1996/97), «Молот-Прикамье-2» (1997/98 — 1998/99), «Липецк» (1998/99), «Подгале» (1999/2000).
В конце карьеры играл за клубы второй немецкой Бундеслиги «Нордхорн» (1999/2000), «Вайсвассер» / «Лаузицер Фюксе» (2000/01 — 2002/03).
Бронзовый призёр МХЛ 1994/95.
Окончил Пермский государственный педагогический институт (1990, специальность — физическое воспитание, квалификация — учитель физической культуры), Национальный государственный Университет физической культуры, спорта и здоровья имени П.Ф. Лесгафта (2006, специальность — физическая культура и спорт, квалификация — хоккей (тренер)), ВШТ.
Тренер (2004/05, 2009/10 — 2012/13), главный тренер (2005/06 — 2008/09) «Молота-Прикамья-2» / «Октана». Главный тренер «Горняка» Рудный (Казахстан, 2016/17). Тренер в «Спутнике» Альметьевск (2017/18). Тренер в школе «Молота» (с 2020).